# Anand Satyanand
Pour les articles homonymes, voir Satyanand.
Anand Satyanand, né le 22 juillet 1944 à Auckland, est un homme d'État néo-zélandais. Gouverneur général de Nouvelle-Zélande de 2006 à 2011, il est chancelier de l'université de Waikato depuis 2019.

## Biographie
Magistrat de carrière, Anand Satyanand est commissaire parlementaire (ombudsman) de février 1995 à décembre 2005. Le 23 août 2006, il devient le premier citoyen néo-zélandais d'origine indo-fidjienne et plus généralement asiatique, à accéder au poste de gouverneur général de Nouvelle-Zélande, chef de l’État de facto et représentant officiel de la reine Élisabeth II dans ce pays du Commonwealth. Il est la 19e personne à occuper la fonction.
Helen Clark, Première ministre de Nouvelle-Zélande à l'époque, souligne ses qualités d'intégrité et de distinction lors de sa prise de fonctions :
« Son rôle s'étendra des aspects constitutionnels à ceux de représentation, en passant par l'affirmation de l'identité unique de la Nouvelle-Zélande […] En ce XXIe siècle, nous attendons aussi du gouverneur général qu'il représente un lien avec la diversité de la Nouvelle-Zélande contemporaine »".
"« L'honorable Anand Satyanand est d'origine indienne, avec des liens forts avec le Pacifique. Ses grands-parents ont quitté l'Inde pour s'établir aux Fidji au début du vingtième siècle. Ses parents, à leur tour, ont quitté Fidji pour la Nouvelle-Zélande ». En réponse, Anand Satyanand affirme son engagement dans cette nouvelle tâche et appelle aussi l'ensemble des Néo-zélandais à intégrer la diversité de ce pays, en référence à ses origines indo-fidjiennes : « La culture et l'identité de la Nouvelle-Zélande est désormais faite d'un mélange d'influences māori, européennes, océaniennes et asiatiques ».
Après cinq années de mandat, celui-ci s'achève en août 2011, date à laquelle lui succède le lieutenant général Sir Jeremiah Mateparae.